# Gino (1960)
Gino ist ein deutscher Experimentalfilm aus dem Jahre 1960 des Stuttgarter Nervenarztes Ottomar Domnick, mit dem Jörg Pleva schlagartig bekannt wurde.

## Handlung
Gino, ein sechzehnjähriger Gastarbeiterjunge, wird eines Tages von seinem Chef, einem wohlangesehenen Besitzer eines Steinbruchs, damit beauftragt, dessen geschiedene Ehefrau zu überwachen. Der Junge lässt sich darauf ein und findet eines Tages Gefallen an der deutlich älteren Dame, die sich mit Erfolg als Romancière versucht. Bald wird die Neigung erwidert, und doch ist der schreibenden Ex-Gattin klar, dass auf dieser Beziehung kein Segen ruhen kann, zu unterschiedlich sind beider Welten und zu verschieden ist die daraus resultierende Möglichkeit einer gemeinsamen Kommunikation. Gino träumt von einem Sportwagen, und so erlaubt sie ihm eines Tages, sich hinter das Steuer ihres teuren Pkw zu setzen. Schließlich kommt es zu einem schweren Unfall, bei dem Gino ums Leben kommt.

## Produktionsnotizen
Gino durchlief die FSK-Prüfung am 20. Juli 1960 und wurde am 2. September 1960 in Frankfurt am Main uraufgeführt.

## Kritiken
„Vieles ist rätselhaft, nicht zwingend, alles psychologisch überspannt. Großartig photographiert.“

„Der Außenseiter-Regisseur Ottomar Domnick wird durch seine Hauptbeschäftigung – er ist ein wohlrenommierter Nervenarzt – dazu verleitet, Kunst mit Klinik zu verwechseln. In seinem zweiten Spielfilm (der erste: Jonas) registrierte er sorgsam die Symptome, die ein geschiedenes Ehepaar nach mehrjähriger Trennung zeigt, doch mehr als ein psychopathologisches Protokoll kam dabei nicht zustande. Die optische Darbietung gleicht einer Auslese aus lichtbildnerischen Jahrbüchern: Jede Einstellung ist mit spürbarer Anstrengung zum attraktiven Bild stilisiert, ohne daß sich daraus ein Filmstil ergäbe.“

Paimann’s Filmlisten resümierte: „Wieder ein, statt künstlerischem Neuland Überspitztheiten bietender, mit wenig filmgewandter Kammerspielbesetzung und -ausstattung, Dialogfragmenten, Romanzitaten, akustischen wie optischen Unterstreichungen gepflegte Langeweile verbreitender und nur Freunde des vom Herkömmlichen Abweichenden leidlich interessierender Versuch.“

„Der Stuttgarter Nervenarzt und Experimentalfilmer Domnick konfrontiert zwei Existenz- und Erzählebenen, die einander durchdringen und kommentieren: die reale Welt des Alltags (geprägt vom Streben nach materieller Sicherheit) und die irreale Welt des Traums, der Kunst, der unerfüllten Wünsche. Ein eigenwilliger, wegen seiner literarischen Verschlüsselung oft schwer zugänglicher Film; interessant nicht nur als beispielhafte Außenseiterproduktion im bundesdeutschen Kino wenige Jahre vor Beginn des Jungen Deutschen Films.“